# Segozero
Segozero (rusky Сегозеро) je jezero v Karelské republice v severozápadním Rusku v nadmořské výšce 120 m. Má rozlohu 815 km². Objem činí 17,8 km³. Průměrná hloubka je 6,2 m a maximální až 97 m.

## Pobřeží
Pobřeží je členité.

## Vodní režim
Zdroj vody je sněhový a dešťový. Roční rozsah kolísání hladiny je do 2,4 m. Hladina zamrzá v prosinci a rozmrzá v květnu. Z jezera odtéká řeka Segeža, která ústí do Vygozera.

## Přehrada
Poté, co byla na řece Segeze pod jezerem postavena vodní elektrárna a přehradní hráz zvedající hladinu, změnilo se jezero na přehradu. Jeho rozloha se zvětšila na 906 km². Zároveň s tím se objem zvětšil ze na 21,5 km³ a maximální hloubka na 103 m.

## Osídlení
Na západním břehu leží Padany, na jižním břehu Karaja Maseľga a na severovýchodě u odtoku řeky Segeža leží Popov Porog.